# New York Stock Exchange
NYSE (skraćeno od engleskog naziva New York Stock Exchange) najpoznatija je njujorška a ujedno i svjetska burza vrijednosnih papira. Smještena je na adresi Wall Street 11, na Donjem Manhattanu. U prosincu 2010. godine ukupna vrijednost dionica kompanija koje su kotirale na ovoj burzi bila je 13,39 bilijuna američkih dolara, dok je tijekom 2008. godine prosječan dnevni promet iznosio 153 milijarde američkih dolara. Burzom upravlja NYSE Euronext. 

## Povijest

### Počeci
Počeci newyorških burza mogu se tražti još 17. svibnja 1792. godine kada je potpisan sporazumu ispod stabla platane na adresi Wall Street 68. Potpisnici su bili 24 trgovca dionicama. Prvi prostor za trgovanje činila je jedna iznamjmljena soba na adresi Wall Street 40, a plaćali su je 200 dolara na mjesec. Dana 8. ožujka 1817. godine organizacija je proširena te je nazvana „New York Stock & Exchange Board“. Kao prvi predsjednik izabran je Anthony Stockholm. Godine 1835. u velikom požaru u New Yorku izgorio je objekt na spomenutoj adresi tako da se lokacija burze promijenila. Godine 1863. New York Stock & Exchange Board mijenja ime u „New York Stock Exchange“. Dvije godine kasnije NYSE se ponovno premiješta, sada na adresu Board Street 10-12.  Povijest bilježi još jedan zanimljiv događaj u počecima razvoje, naime tijekom panike 1873. godine burza je zatvorena na deset dana.

### 20. stoljeće – stoljeće razvoja
Obujam dionica kojima se trgovalo zantno je počeo rasti u razdoblju između 1896. i 1901. godine. Sukladno tome, bio je potreban veći prostor kako bi bile zadovoljene sve potrebe za trgovanjem. Osam njujorških arhitekata bilo je pozvano da sudjeluju u projektiranju nove zgrade namijenjene potrebama burze. Izabran je neoklasični dizajn arhitekta Georgea B. Posta. Nova zgrada nalazila se na adresi Board Street 18, a otvorena je 22. travnja 1903. godine. Vrijednost joj je iznosila četiri milijuna tadašnjih američkih dolara. Novi prostor za trgovanje imao je dimenzije 33 puta 42.5 metra i tada je bio jedna od najvećih dvorana u gradu. Odozgo je dolazilo danje svijetlo, a plafon je bio visok čak 22 metra. Glavno pročelje bilo je ukrašeno sa šest visokih korintskih stupova. Dana 2. lipnja 1978. godine zgrada je označene kao nacionalni i povijesni spomenik u Državnom registru povijesnih spomenika SAD-a.
Godine 1922. na adresi Wall Street 11 izgrađena je nova zgrada koja je služila za urede koju je dizajnirao Trowbridge & Livingston. Kao mjesto za trgovanje vrijednosnim papirima bila je poznata kao Garage (garaža). Dodatni prostori za trgovanje dodani su 1969. (Blue room; Plava soba) i 1998. (Extended Blue room; Proširena Plava soba). Godine 2000. na adresi Board Street 30 otvoren je još jedan prostro za trgovanje, nazvan Bond room;Soba za obveznice. Kako je s vremenom velik dio trgovanja postao elektroničke prirode, ovaj prostor zatvoren je 2006. Godine 2007. zatvoreni su i prostori Blue room i Extended Blue room.

### Novi milenij
NYSE je na ulasku u novi milenij najveća, najpoznatija i najutjecajnija svjetska burza vrijednosnih papira. Godine 2007. NYSE se spaja s amsterdamskim Euronextom, koji je u potpunosti elektronička burza, tako je nastalo tijelo NYSE Euronext koje danas upravlja radom burze. Godine 2011. NYSE i Deutsche Börse objavili su spajanje u novo tijelo, gdje bi dioničari Deutsche Börse imali 60 posto udjela, a dioničari NYSE Euronexta 40 posto udjela.

## Trgovanje
NYSE svojim trgovcima pruža razne mogućnosti. Na burzi kotiraju vrijednosni papiri više od 2.300 dioničkih društava. Trgovanje je modernizirano i uglavnom se odvija elektroničkim putem, a od 2007. godine omogućeno je elektroničko trgovanje svim vrijednosnim papirima. Burza je otvorena od ponedjeljka do petka, a radno vrijeme je od 09:30 h ujutro do 16:00 sati poslijepodne (iznimka su praznici koji su unaprijed određeni i sudionici trgovanja su o njima obaviješteni). Dozvole za trgovanje izdaju se na godišnoj bazi.

## Indeksi
Burza ima tri glavna i više sporednih indeksa cijena vrijednosnih papira. Glavni su Dow Jones indeks,  S&P 500 indeks i NYSE Composite indeks.

## Zanimljivosti
| Godina | Događaj |
| ------ | --- |
| 1914.  | Burza je zatvorena zbog početka Prvog svjetskog rata. Ipak, nedugo nakon toga ponovno se pokreće trgovanje kako bi se prodale državne obveznice kojima se financirale oružane snage SAD-a.                                              |
| 1920.  | Dana 16. rujna eksplozija bombe ispred zgrade burze ubija 33 ljudi, dok je ozlijeđenih više od 400. Počinitelji nisu nikada pronađeni. Zgrada burze, kao i neke druge zgrade u blizini još uvijek imaju oštećenja na svojim pročeljima. |
| 1929.  | Dana 24. listopada - „Crni četvrtak“, vlada panika na burzi. Sljedećeg tjedna, dana 29. listopada slijedi „Crni utorak“, što obilježava početak Velike gospodarske krize.                                                               |
| 1987.  | Dana 19. listopada indeks Dow Jones u jednom danu gubi vrijednost za čak 22.6 posto. |
| 2001.  | Dana 11. rujna, nakon terorističkih napada na SAD vlada opća panika i mnoge tvrtke gube na vrijednosti, a posebice one koje se bave zrakoplovnom djelatnošću.                                                                           |